# Wszerad
Wszerad, Świerad, Świrad – staropolskie imię męskie, złożone z członu Wsze- („wszystek, każdy, zawsze”) w różnych wersjach nagłosowych, oraz członu -rad („radosny, zadowolony”). Znaczenie imienia: „rad każdemu”.
Wszerad imieniny obchodzi 14 listopada, Świerad – 13 lipca.

## Osoby o tym imieniu
- święty Świerad